# Bingkat
Bingkat is een bestuurslaag in het regentschap Serdang Bedagai van de provincie Noord-Sumatra, Indonesië. Bingkat telt 5739 inwoners (volkstelling 2010).